# 特定特殊自動車排出ガスの規制等に関する法律
特定特殊自動車排出ガスの規制等に関する法律（とくていとくしゅじどうしゃはいしゅつガスのきせいとうにかんするほうりつ、平成17年5月25日法律第51号）は、今まで法規制されていなかった自動車・トラック以外の原動機付き車両および産業機械（農業機械、建設機械など）の排出ガス規制に関する日本の法律である。通称「オフロード法」と呼ばれている。

## 構成
- 第1章　総則
- 第2章　特定原動機及び特定特殊自動車
  - 第1節　特定原動機の型式指定等
  - 第2節　特定特殊自動車の型式届出等
- 第3章　特定特殊自動車の使用の制限等
- 第4章　登録特定原動機検査機関及び登録特定特殊自動車検査機関
  - 第1節　登録特定原動機検査機関
  - 第2節　登録特定特殊自動車検査機関
- 第5章　雑則
- 第6章　罰則
- 附則

## 概要
この法律は、特定原動機及び特定特殊自動車について技術上の基準を定め、特定特殊自動車の使用について必要な規制を行うこと等により、特定特殊自動車排出ガスの排出を抑制し、もって大気の汚染に関し、国民の健康を保護するとともに生活環境を保全することを目的とする。
対象となる特定特殊自動車の参考例
- 産業用 - フォークリフト等
- 建設用 - ブルドーザ、バックホウ（ホイール・クローラ型）、クローラクレーン、トラクタショベル（ホイール・クローラ型）、ホイールクレーン（ラフテレーンクレーン）等
- 農業用 - 刈り取り脱穀作業用自動車、農耕用トラクター等

オフロード法規制開始時期
(1)軽油を燃料とする特定特殊自動車     
| 特定原動機の定格出力 | 適用開始日      | 備考                                          |
| -------------------- | --------------- | --------------------------------------------- |
| 130 kw以上560 kw未満 | 平成18年10月1日 | 継続生産車及び輸入車については平成20年8月31日 |
| 19 kw以上37 kw未満   | 平成19年10月1日 | 継続生産車及び輸入車については平成20年8月31日 |
| 75 kw以上130 kw未満  | 平成19年10月1日 | 継続生産車及び輸入車については平成20年8月31日 |
| 37 kw以上56 kw未満   | 平成20年10月1日 | 継続生産車及び輸入車については平成21年8月31日 |
| 56 kw以上75 kw未満   | 平成20年10月1日 | 継続生産車及び輸入車については平成22年8月31日 |

(2)ガソリン又は液化石油ガスを燃料とする特定特殊自動車 
| 特定原動機の定格出力 | 適用開始日      | 備考                                          |
| -------------------- | --------------- | --------------------------------------------- |
| 130 kw以上560 kw未満 | 平成18年10月1日 | 継続生産車及び輸入車については平成20年8月31日 |

## 関連
- 自動車排出ガス規制